# بنیاد آثار مذهبی
بنیاد آثار مذهبی ((به ایتالیایی: Istituto per le Opere di Religione)) که با عنوان بانک واتیکان نیز شناخته می‌شود، بانکی خصوصی‌ست که در واتیکان قرار دارد و توسط یک هیئت سرپرستی اداره می‌شود که گزارش‌های خود را به یک کمیسیون نظارتی که مشتکل از کاردینال‌ها و پاپ ارائه می‌دهند. از ۹ ژوئیه ۲۰۱۴ ژان باپتیست دو فرانسو ریاست این بنیاد را برعهده دارد. این بنیاد همچنین تحت نظارت نهاد اطلاعات مالی واتیکان (AIF) است و هدایت می‌شود.